# アペルトゥーラとクラウスーラ

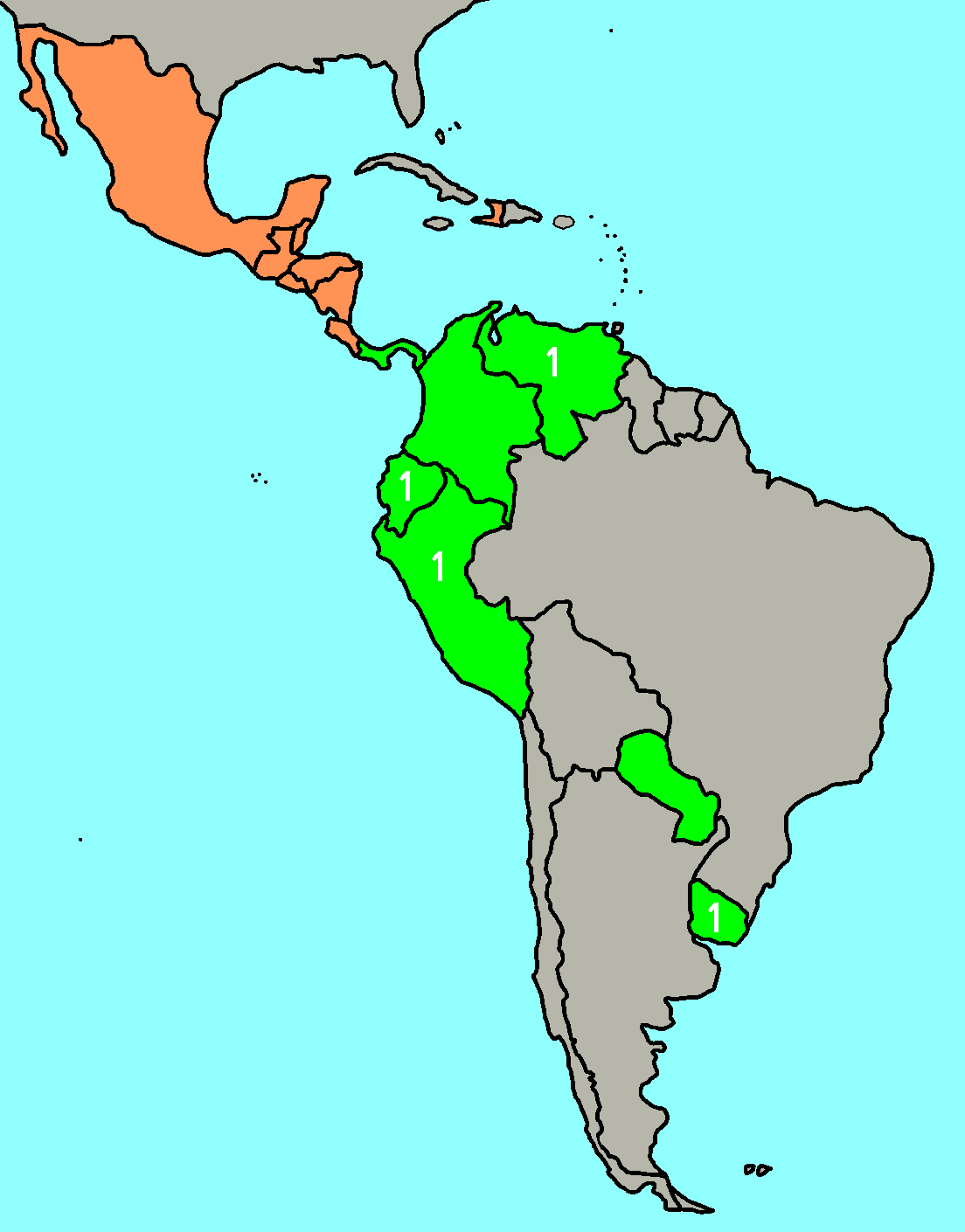
暦年後半にアペルトゥーラ、翌年前半にクラウスーラが行われる（ヨーロッパ式）
暦年前半にアペルトゥーラ、後半にクラウスーラが行われる（アメリカ式）

アペルトゥーラとクラウスーラ（スペイン語: Apertura [aperˈtuɾa] y Clausura [klawˈsuɾa]）は、多くのラテンアメリカのサッカーリーグで用いられている2シーズン制におけるリーグ呼称のことである。前期をアペルトゥーラ（"opening"・開幕）、後期をクラウスーラ（"closing"・閉幕）と呼ぶ。

## 方式
アメリカ式の上半期開幕制（例 : 2月から11月にかけて、季節としては秋開幕・春閉幕）を採用し、暦年前半にアペルトゥーラ、後半にクラウスーラが行われるのがコロンビア、パラグアイ、ボリビア、ウルグアイなどである。ヨーロッパ式の下半期開幕制（例 : 8月から翌年5月にかけて、季節としては春開幕・秋閉幕）を採用し、暦年後半にアペルトゥーラ、翌年前半にクラウスーラが行われるのが メキシコ、ホンジュラス、コスタリカ、エルサルバドル、グアテマラ、ニカラグアなどである。
多くの国ではアペルトゥーラとクラウスーラそれぞれで優勝クラブを決めているが、ウルグアイ、ペルーなどはシーズンごとの最上位クラブ（または上位の数クラブ）が優勝プレーオフを行って年間王者を決め、ステージごとの優勝クラブは定められない。（メキシコとコロンビアではスーパーカップのような位置づけでアペルトゥーラとクラウスーラの優勝クラブ同士が対戦する。）
なお、日本のJ1リーグにおいても、春秋制の1993-1995年、1997-2004年、2015-2016年、またその傘下にあるセミプロの日本フットボールリーグにおいても同様に2014-2018年でこの2シーズン制をアメリカ方式（春季に行うアペルトゥーラ相当が第1ステージ〈1993-1995年のJ1はサントリーシリーズ〉、秋季に行うクラウスーラ相当が第2ステージ〈同NICOSシリーズ〉）を採用し、双方のステージ1位クラブによる年間総合優勝決定戦で、優勝を決めていた。JFLではこれよりも前の1999年に3季制（1回ごとの総当たりに前・中・後期）、2000・2001年と2003-2011年にも2季制（同様に前・後期）を採用していたが、これは天皇杯全日本サッカー選手権大会のJFLシードチーム（前期の総当たりの結果により反映させる）を確定させるための便宜上のもので、こちらの優勝は1シーズン制で争った。

## 国による方式の違い
南半球では北半球と季節が逆になるが、下表では南北に関わらず、暦年前半に前期を行う場合を「春秋制」とする。
| 国                    | リーグ                                   | 優勝クラブ                                       | カレンダー                                   | シーズン |
| --------------------- | ---------------------------------------- | ------------------------------------------------ | -------------------------------------------- | --- |
| アルゼンチン          | プリメーラ・ディビシオン                 | ステージごと (1991-92シーズンから)               | 秋春制 (8月から翌年6月)                      | 1990-91シーズンから2013-14シーズンまで ※現在は1シーズン制                                                          |
| カナダ                | カナダ・プレミアリーグ                   | 年間王者のみ                                     | 春秋制 (4月から10月)                         | 2019年のみ ※現在は1シーズン制                                                                                      |
| ベリーズ              | プレミアリーグ                           | ステージごと (2012-13シーズンから)               | 秋春制 (8月から翌年5月)                      | 2012-13シーズンから                                                                                                |
| ボリビア              | リーガ・デ・フットボル・プロフェシオナル | ステージごと (2003年から)                        | 秋春制 (8月から翌年5月) 春秋制(1月から12月)  | 秋春制：2005-06シーズン、2011-12シーズンから2015-16シーズン 春秋制：1991年から2004年、2007年から2010年、2018年から |
| チリ                  | プリメーラ・ディビシオン                 | ステージごと                                     | 秋春制 (7月から翌年6月) 春秋制 (1月から12月) | 秋春制：2013-14シーズンから2016-17シーズン 春秋制：2002年から2009年、2011年から2012年 ※現在は春秋制の1シーズン制   |
| コロンビア            | プリメーラA                              | ステージごと                                     | 春秋制 (2月から12月)                         | 2002年から ※後期はフィナリサシオンと呼ばれる                                                                       |
| コスタリカ            | プリメーラ・ディビシオン                 | ステージごと                                     | 秋春制(8月から翌年5月)                       | 2007-08シーズンから                                                                                                |
| エクアドル            | セリエA                                  | ステージごと                                     | 春秋制(2月から12月)                          | 2005年のみ ※現在は春秋制の1シーズン制                                                                              |
| エルサルバドル        | プリメーラ・ディビシオン                 | ステージごと                                     | 秋春制 (8月から翌年6月)                      | 1998-99シーズンから                                                                                                |
| グアテマラ            | リーガ・ナシオナル・デ・フットボル       | ステージごと                                     | 秋春制(7月から翌年5月)                       | 1999-2000シーズンから                                                                                              |
| ガイアナ              | Elite League                             | 年間王者のみ                                     | 秋春制 (9月から翌年6月)                      | 2015-16シーズンから                                                                                                |
| ハイチ                | リーグ・ハイチ                           | ステージごと (2002年から、2005-06シーズンを除く) | 春秋制 (4月から11月)                         | 2002年、2003年、2004-05シーズン、2007年以降                                                                        |
| ホンジュラス          | リーガ・ナシオナル・デ・フットボル       | ステージごと (1997-98シーズンから)               | 秋春制 (8月から翌年5月)                      | 1997-98シーズンから                                                                                                |
| 日本                  | Jリーグ                                  | 年間王者のみ                                     | 春秋制 (3月から11月)                         | 1993年から1995年まで、1997年から2005年まで、2015年、2016年                                                         |
| メキシコ              | リーガMX                                 | ステージごと                                     | 秋春制 (7月から翌年5月)                      | 1996-97シーズンから                                                                                                |
| ニカラグア            | プリメーラ・ディビシオン                 | ステージごと(2017-18シーズンから)                | 秋春制                                       | 2003-04シーズンから                                                                                                |
| パナマ                | リーガ・デ・フットボル                   | ステージごと (2007年から)                        | 秋春制 (7月から翌年5月)                      | 2001年から |
| パラグアイ            | プリメーラ・ディビシオン                 | ステージごと (2008年から)                        | 春秋制 (2月から12月)                         | 1996年から |
| ペルー                | プリメーラ・ディビシオン                 | 年間王者のみ                                     | 春秋制 (2月から11月)                         | 1997年から2008年まで、2014年から                                                                                   |
| ウルグアイ            | プリメーラ・ディビシオン                 | 年間王者のみ                                     | 秋春制 (8月から翌年6月) 春秋制(2月から12月)  | 秋春制：2005-06シーズンから2015-16シーズン 春秋制：1994年から2004年、2017年から                                    |
| アメリカ合衆国 カナダ | 北米サッカーリーグ                       | 年間王者のみ                                     | 春秋制 (4月から11月)                         | 2013年から2017年                                                                                                   |
| ベネズエラ            | プリメーラ・ディビシオン                 | 年間王者のみ                                     | 秋春制 (8月から翌年5月) 春秋制(1月から12月)  | 秋春制：1996-97シーズンから2014-15シーズン 春秋制：2016年から2019年                                                |